# Dit is Disney
Dit is Disney was een Nederlands televisieprogramma voor kinderen, rondom tekenfilms van Walt Disney. Het werd door de NCRV uitgezonden van 1985 tot en met 1989.

## Achtergronden
In 1985 wist de NCRV een groot deel van de Nederlandse rechten op Disney-films te verwerven, waardoor zowel oude als nieuwe films van onder andere Mickey Mouse en Donald Duck uitgezonden konden worden. Tevens werden de rechten op onder andere Winnie de Poeh en Sneeuwwitje verkregen. De makers van het programma Wordt Vervolgd kregen de opdracht een nieuw programma te ontwikkelen rondom de Disneyfilms.
In de eerste drie seizoenen werd het commentaar verzorgd door Carola Hromadka. In de laatste twee seizoenen kwam er een presentatrice in beeld, waarbij de keuze viel op Irene Moors. Vanaf 1988 werd het programma tevens uitgezonden vanaf verschillende locaties in Nederland. Vanaf dat moment waren er behalve tekenfilms ook vaste rubrieken, zoals de Willy Wortel-wedstrijd, waarbij kinderen hun zelfgemaakte uitvindingen konden laten zien. Ook waren er beelden te zien van diverse attracties in de Disneyparken.
Na het vertrek van Moors naar Telekids ging het programma verder onder de naam Disney Parade, met twee nieuwe presentatoren.
Als openingsmuziek werd de muziek gebruikt die te horen is tijdens de lichtjesparade in de Disneyparken. Als eindtune werd de muziek uit de attractie It's a small world gebruikt.